# Atletismo nos Jogos Pan-Americanos de 2015 - 400 m com barreiras masculino
A competição dos 400 m com barreiras masculino foi um dos eventos do atletismo nos Jogos Pan-Americanos de 2015, em Toronto. Foi disputada no Estádio CIBC de Atletismo Pan e Parapan-Americano entre os dias 22 e 23 de julho.

## Calendário
Horário local (UTC-4).
| Data        | Horário | Fase      |
| ----------- | ------- | --------- |
| 22 de julho | 12:20   | Semifinal |
| 23 de julho | 17:40   | Final     |

## Medalhistas
| Ouro   | BAH Jeffery Gibson |
| Prata  | PUR Javier Culson  |
| Bronze | JAM Roxroy Cato    |

## Recordes
Recordes mundial e pan-americano antes da disputa dos Jogos Pan-Americanos de 2015.
| Tipo                             | Atleta        | Tempo | Local       | Data                  |
| -------------------------------- | ------------- | ----- | ----------- | --------------------- |
|                                  | Kevin Young   | 46.78 | Barcelona   | 6 de agosto de 1992   |
| Recorde dos Jogos Pan-Americanos | Omar Cisneros | 47.99 | Guadalajara | 27 de outubro de 2011 |

## Resultados

### Semifinal
| Colocação | Bateria | Atleta            | Nacionalidade                | Tempo | Notas |
| --------- | ------- | ----------------- | ---------------------------- | ----- | ----- |
| 1         | 1       | Jeshua Anderson   | USA Estados Unidos           | 49.73 | Q     |
| 2         | 1       | Roxroy Cato       | JAM Jamaica                  | 49.85 | Q     |
| 3         | 1       | Andrés Silva      | URU Uruguai                  | 50.02 | q     |
| 4         | 1       | Mahau Suguimati   | BRA Brasil                   | 50.29 | q     |
| 5         | 2       | Leford Green      | JAM Jamaica                  | 50.51 | Q     |
| 6         | 2       | Javier Culson     | PUR Porto Rico               | 50.54 | Q     |
| 7         | 3       | Kerron Clement    | USA Estados Unidos           | 50.63 | Q     |
| 8         | 3       | Jeffery Gibson    | BAH Bahamas                  | 50.74 | Q     |
| 9         | 2       | Emanuel Mayers    | TTO Trinidad e Tobago        | 50.81 |       |
| 10        | 3       | Hederson Estefani | BRA Brasil                   | 51.06 |       |
| 11        | 3       | Félix Sánchez     | DOM República Dominicana     | 51.07 |       |
| 12        | 3       | Eric Alejandro    | PUR Porto Rico               | 51.32 |       |
| 13        | 3       | Jose Luis Gaspar  | CUB Cuba                     | 51.71 |       |
| 14        | 2       | Juander Santos    | DOM República Dominicana     | 52.16 |       |
| 15        | 1       | Gregory MacNeill  | CAN Canadá                   | 52.31 |       |
| 16        | 1       | Alfredo Sepulveda | CHI Chile                    | 52.32 |       |
| 17        | 2       | Lucirio Garrido   | VEN Venezuela                | 52.42 |       |
| 18        | 2       | Gerber Blanco     | GUA Guatemala                | 52.74 |       |
| 19        | 3       | Tait Nystuen      | CAN Canadá                   | 52.98 |       |
| 20        | 1       | Sergio Rios       | Predefinição:FlagPASO        | 53.37 |       |
| 21        | 2       | Gerald Drummond   | CRC Costa Rica               | 53.47 |       |
| 22        | 1       | Leslie Murray     | ISV Ilhas Virgens Americanas | DNF   |       |

### Final
| Colocação         | Atleta          | Nacionalidade      | Tempo | Notas                |
| ----------------- | --------------- | ------------------ | ----- | -------------------- |
| Medalha de ouro   | Jeffery Gibson  | BAH Bahamas        | 48.51 | Recorde nacional     |
| Medalha de prata  | Javier Culson   | PUR Porto Rico     | 48.67 |                      |
| Medalha de bronze | Roxroy Cato     | JAM Jamaica        | 48.72 | Recorde da temporada |
| 4                 | Kerron Clement  | USA Estados Unidos | 48.72 |                      |
| 5                 | Jeshua Anderson | USA Estados Unidos | 48.95 | Recorde da temporada |
| 6                 | Leford Green    | JAM Jamaica        | 49.42 |                      |
| 7                 | Andrés Silva    | URU Uruguai        | 49.48 |                      |
| 8                 | Mahau Suguimati | BRA Brasil         | 49.68 |                      |

Legenda
| Recorde mundial                  | Recorde mundial (World record)               |                       | Recorde africano                      | Recorde africano (African) |                                           | Q | Classificado por posição (Qualified) |
| Recorde dos Jogos Pan-Americanos | Recorde pan-americano (Pan-American record)  | Recorde da América    | Recorde da América (Americas)         | q                          | Classificado por melhor tempo (Qualified) |   |                                      |
| Melhor marca do ano              | Melhor marca do ano (World leading)          | Recorde asiático      | Recorde asiático (Asian)              | DNS                        | Não largou (Did not start)                |   |                                      |
| Recorde nacional                 | Recorde nacional (National record)           | Recorde europeu       | Recorde europeu (European)            | DNF                        | Não terminou (Did not finish)             |   |                                      |
| Recorde pessoal                  | Recorde pessoal do atleta (Personal best)    | Recorde da Oceania    | Recorde da Oceania (Oceania)          | DSQ / DQ                   | Desclassificado (Disqualified)            |   |                                      |
| Recorde da temporada             | Recorde da temporada do atleta (Season best) | Recorde sul-americano | Recorde sul-americano (South America) | NM                         | Sem marca (No mark)                       |   |                                      |